# Capelli di ghiaccio

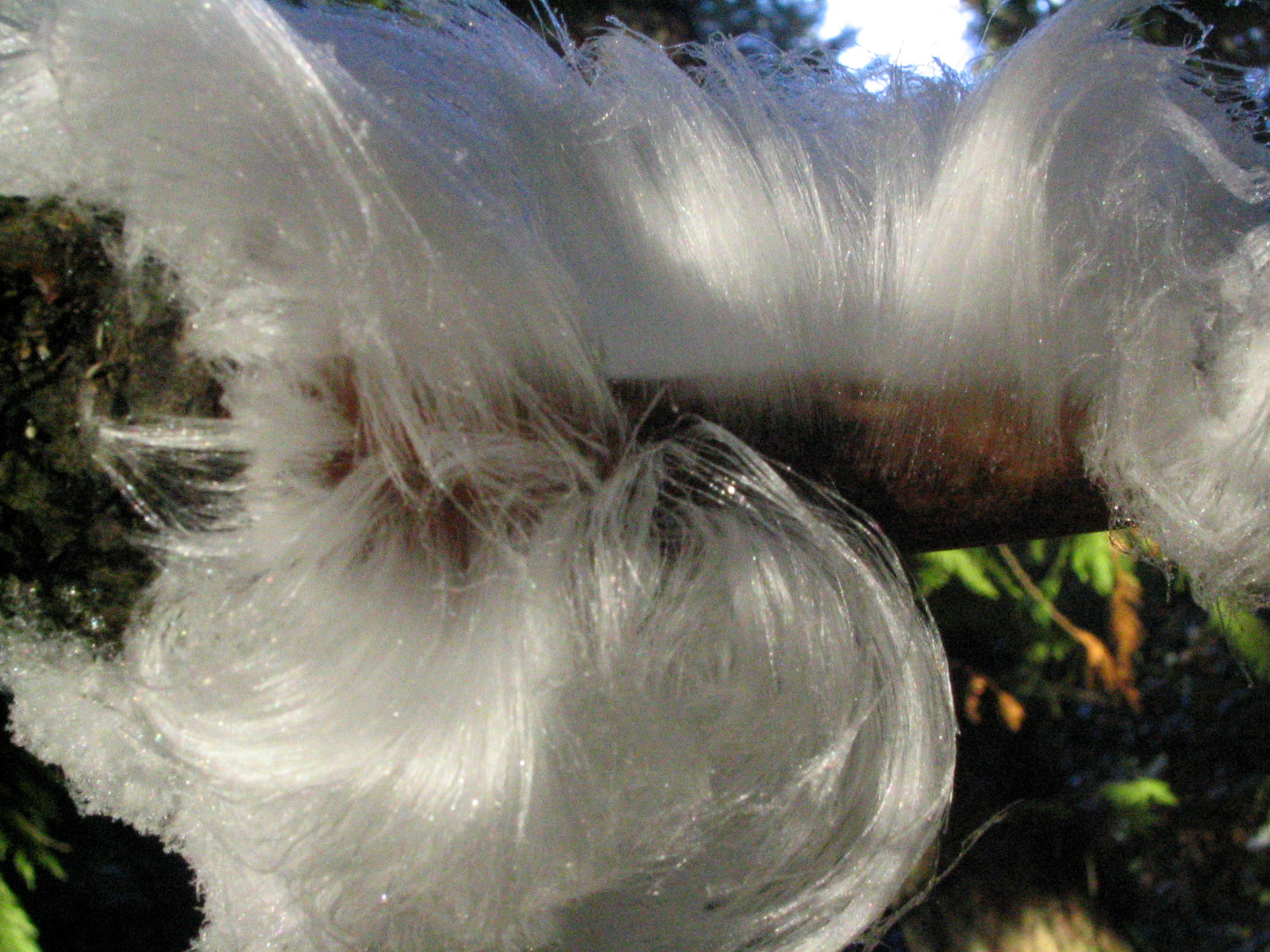
Capelli di ghiaccio

I capelli di ghiaccio sono un tipo di ghiaccio che si forma sui tronchi degli alberi. Studiato nel 1918 da Alfred Wegener, che diede al fenomeno il nome Haareis, la sua creazione è dovuta alla presenza di funghi, in particolare dell'Exidiopsis effusa.